# Turisme i Israel
Turisme i Israel omfatter ferie- og fritidsrejser til en række historiske og religiøse mål i landet samt til strande og til områder, som er arkæologisk interessante. En del af stederne, som nævnes i artiklen, ligger på den besatte Vestbred. 
Israel har det højeste antal muséer pr. indbygger i verden. I 2007 besøgte mere end 2,3 millioner turister landet, og antallet forventes at stige de næste år.

## Historiske, religiøse og kulturelle rejsemål

### Jerusalem
- Jerusalem er hovedstaden i det moderne Israel, men ikke anerkendt som hovedstad af verdenssamfundet.
- Den helligste by i jødedommen, den tidligere hovedstad i Kongeriget Israel og Judariget. Her findes også ruinerne af Templet og Grædemuren.
- Hellig by i kristendommen, ofte betegnet i bestemt form: Den hellige by. Sted for dele af Jesu virke, korsfæstelse og begravelse: Kristne tror, at Jesus blev korsfæstet på Golgata.
- Den tredjehelligste by i islam med Al-Aqsa-moskéen og Klippedomen.

### Golanhøjderne
- Hermonbjerget. Alpincenter i drift om vinteren.
- Arkæologi i Katzrin, Gamla, Nimrod-fæstning, Gilgal Refaim.

### Safed
- Safed er en af jødedommens fire helligste byer. Byen hvor meget af Talmud blev skrevet og kabbalah udviklet..

### Akko
- Akko er et centrum for bahá'í-troen. Bahá'u'lláh er begravet her.

### Haifa
- Karmelbjerget ligger ved Haifa
- Sæde for bahá'í-troens højeste institution, Universelle Retfærdigheds Hus.

### Tiberias
- Tiberias er en af jødedommens fire helligste byer på vestbredden af Genesaretsøen.
- Fiskerens Peters hus.

### Nazaret
- Nazaret er en hellig by i kristendommen. Jesu hjemby og sted for bibelske hændelser og mirakler.

### Beit She'an
- Beit She'an har en af de største arkæologiske udgravninger i Mellemøsten.

### Tel Aviv
- Tel Aviv er landets største byområde med over tre millioner indbyggere, regnet som landets hovedstad af verdenssamfundet. Kystby, som huser de fleste lands ambassader (med undtagelse af Costa Rica og El Salvador). Israels finansielle hovedstad.

### Betlehem
- Betlehem er stedet med Rakels grav og kong Davids fødeby.
- Jesu fødeby

### Hebron
- Hebron er jødedommens næsthelligste by med patriarkernes og matriakernes grave. (Abraham, Isak og Jakob/Sara, Rebekka og Lea). Hovedstad, indtil kong David flyttede den til Jerusalem.

### Masada
- Fæstningen Masada blev bygget af kong Herodes den Store og er berømt for belejringen i år 72, og at de 960 indbyggere i år 73 begik masseselvmord.

### Beersheba
- Hovedstad i Syddistriktet.

### Eilat
- Eilat er Israels sydligste by, beliggende ved Rødehavet, muligheder for badinng, dykning og vandaktiviteter med temperatur omkring 22 grader om vinteren.

### Kibbutz-turisme
- Et netværk af samfund/landsbyer, oprindeligt bygget på socialistiske idéer, spredt over store dele af landet. De er for tiden under modernisering og omorganisering. En række er kendt for deres roller i forhold til Israels historie, politik, militærvæsen eller zionisme.

### Cæsarea
- Den gamle by Cæsarea har ruiner efter såvel romere som korsfarere. Amfiteatret, hvor der fortsat holdes koncerter, og den gamle havn hvorfra Paulus blev ført som fange til Rom.
- En ny golfklub med anlæg har gjort byen populær blandt turister.

## Have og søer

### Kyststriben langs Middelhavet
- Langs Middelhavet findes solrige strande og badehoteller.

### Dødehavet
- Dødehavet er det laveste punkt på jorden, og den dybeste sø med højt saltindhold i verden, berømt for opdrift og helsebringende egenskaber.

### Rødehavet
- Ved Rødehavet findes strande og badehoteller.

### Genesaretsøen
- Ved Genesaretsøen findes solrige strande og badehoteller.
- Hellige steder for kristendommen.

## Galleri
- Gamlebyen i Jerusalem ved aftentid
- Davids tårn-museet
- Jerusalem, Bogens helligdom
- Tiberias-søen
- Dødehavets flydeevne
- Masada
- En Mikvé i Masada
- Bahá'í-terrasserne
- Chambered Gate i Hatzor
- Synagoge i Kapernaum
- Katolsk kirke i Kapernaum
- Akko
- Eilat

## Ekstern henvisning
- Israels turismeministerium (engelsk)